# Menneville (Aisne)
Pour les articles homonymes, voir Menneville.
Menneville est une ancienne commune française, située dans le département de l'Aisne, en région Hauts-de-France.
Elle a fusionné avec Guignicourt pour former, le 1er janvier 2019; la commune nouvelle de Villeneuve-sur-Aisne dont Menneville est désormais  une commune déléguée.

## Toponymie
- Muenna, IIIe siècle (Itinéraire d' Antonin).
- Moienne vile, XIIIe siècle (cueilleret de l'Hôtel-Dieu de Laon, B62).
- Villa de Mannevuila, 1308 (arch. de l'Emp. Tr. des chartes, reg. 4o).
- Media-villa, 1340 (Bibl. imp, fonds latin, ms. 9228).
- Mainneville, 1385.
- Meineville, 1393 (arch. de l'Emp. P  136 ;  trauscrits de Vermandois).
- Maineville, 1405 (ibid. J 801, n° 1).
- Magneville, 1568 (acquits, arch. de la ville de Laon).

Sources : Dictionnaire topographique du département de l'Aisne par Auguste Matton 1871.

## Histoire
Préhistoire

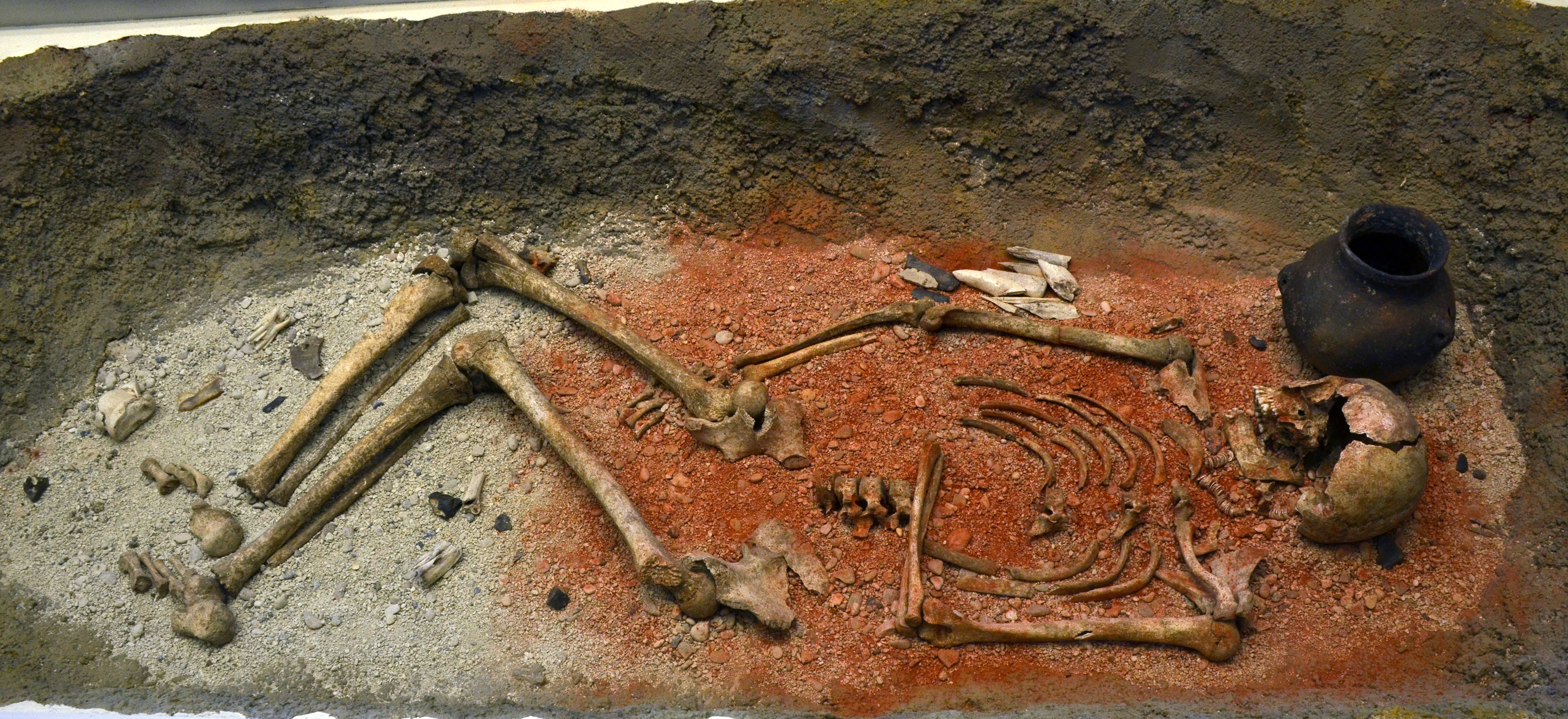
Sépulture du néolithique ancien Musée Saint-Remi.

Le lieu était déjà habité au rubané avec la présence de huit maisons et vingt-quatre tombes trouvées lors de fouilles[réf. nécessaire].
Fusion de communes
Les conseils municipaux de Menneville et Guignicourt, après une réunion publique tenue le 13 septembre 2018, ont demandé les 17 et 19 septembre 2018 la fusion de leurs communes dans un contexte de baisse des transferts financiers de l'État.
La fusion est ainsi décidée par un arrêté préfectoral du 29 novembre 2018, qui a pris effet 29 novembre 2018
À cette date, Menneville est devenu une commune déléguée de la commune nouvelle de Villeneuve-sur-Aisne, .

## Politique et administration

### Rattachements administratifs et électoraux
Menneville se trouve dans l'arrondissement de Laon du département de l'Aisne. Pour l'élection des députés, elle fait partie depuis 1958 de la première circonscription de l'Aisne.
Elle faisait partie depuis 1793 du canton de Neufchâtel-sur-Aisne. Dans le cadre du redécoupage cantonal de 2014 en France, Menneville intègre le canton de Guignicourt jusqu'à la fusion de 2019

### Intercommunalité
Guignicourt faisait partie jusqu'à la fusion de 2019 de la communauté de communes de la Champagne Picarde, créée  fin  1995.

### Liste des maires
| Période                                  | Période       | Identité                           | Étiquette | Qualité                                    |
| ---------------------------------------- | ------------- | ---------------------------------- | --------- | ------------------------------------------ |
| Les données manquantes sont à compléter. |               |                                    |           |                                            |
| 1689                                     | ?             | Etienne Le Carlier                 |           |                                            |
| 1705                                     | 1742          | Jacques Labrusse (I)               |           | Syndic                                     |
| 1789                                     | 1790          | Renard                             |           |                                            |
| 1790                                     | 1791          | Nicolas Joseph Gallet « le jeune » |           | Syndic-président                           |
| 1791                                     | 1792          | Jean-Baptiste Pelletier            |           |                                            |
| 1797                                     | 1799          | Nicolas-Joseph Renard              |           |                                            |
| 1799                                     | 1800          | Nicolas François Cagniart          |           | Agent municipal                            |
| 1800                                     | 1807          | Jean-Baptiste Le Gaigneur          |           |                                            |
| 1807                                     | 1812          | Thomas Lointier                    |           |                                            |
| 1813                                     | 1825          | Jacques Labrusse (II)              |           | Procureur-syndic                           |
| 1826                                     | 1836          | J-Baptiste Renard-Destable         |           |                                            |
| 1836                                     | 1837          | Louis-Melchior Labrusse            |           |                                            |
| 1837                                     | 1843          | Joseph Félix Labrusse              |           |                                            |
| 1843                                     | 1860          | Louis Joseph Renard-Renard         |           |                                            |
| 1860                                     | 1871          | Jules-Auguste Labrusse-Matra       |           |                                            |
| 1872                                     | 1876          | Pierre Louis Joseph Renard         |           |                                            |
| 1876                                     | 1878          | Nicolas Ponce Gâtinois             |           |                                            |
| 1878                                     | 1881          | Joseph Alcide Reaux                |           |                                            |
| 1881                                     | 1884          | François-Augustin Barbançon        |           |                                            |
| 1884                                     | 1899          | Jules-Auguste Labrusse-Matra       |           |                                            |
| 1899                                     | 1902          | Pierre-Auguste Lallement           |           |                                            |
| 1902                                     | 1905          | Claude Jacques                     |           |                                            |
| 1905                                     | 1908          | Louis Lallement                    |           |                                            |
| 1909                                     | mar. 1917     | Eugène Delarbre                    |           | Instituteur                                |
| mar. 1917                                | déc. 1919     | Louis Destrumelle                  |           |                                            |
| déc. 1919                                | mai 1929      | Charles Loilier                    |           |                                            |
| mai 1929                                 | mai 1935      | Ulysse Charpentier                 |           |                                            |
| mai 1935                                 | nov. 1936     | Charles Loilier                    |           |                                            |
| nov. 1936                                | sept. 1940    | Laurent Labrusse                   |           |                                            |
| sept. 1940                               | fév. 1941     | Edmond Hör                         |           | Maire désigné par les autorités allemandes |
| fév. 1941                                | juin 1941     | Laurent Labrusse                   |           |                                            |
| juin 1941                                | oct. 1944     | Marcel Thuvignon                   |           | Président de la délégation spéciale        |
| oct. 1944                                | août 1946     | Raymond Boyer                      |           | Président de la délégation communale       |
| août 1946                                | oct. 1947     | Ulysse Charpentier                 |           |                                            |
| oct. 1947                                | mai 1953      | Pierre Loilier                     |           |                                            |
| mai 1953                                 | mai 1962      | Laurent Labrusse                   |           |                                            |
| mai 1962                                 | juin 1995     | Pierre Lallement                   |           |                                            |
| juin 1995                                | mars 2008     | Benoit Wiart                       |           |                                            |
| mars 2008                                | décembre 2018 | Patrick Bartels                    | DVG       | Artisan                                    |

### Liste des maires délégués
| Période      | Période                   | Identité        | Étiquette | Qualité                                |
| ------------ | ------------------------- | --------------- | --------- | -------------------------------------- |
| janvier 2019 | En cours (au 27 mai 2020) | Patrick Bartels | DVG       | Artisan Réélu pour le mandat 2020-2026 |

## Démographie
L'évolution du nombre d'habitants est connue à travers les recensements de la population effectués dans la commune depuis 1793. Pour les communes de moins de 10 000 habitants, une enquête de recensement portant sur toute la population est réalisée tous les cinq ans, les populations de référence des années intermédiaires étant quant à elles estimées par interpolation ou extrapolation. Pour la commune, le premier recensement exhaustif entrant dans le cadre du nouveau dispositif a été réalisé en 2007.

En 2022, la commune comptait 516 habitants, en évolution de +8,86 % par rapport à 2016 (Aisne : −1,97 %, France hors Mayotte : +2,11 %).
| 1793 | 1800 | 1806 | 1821 | 1831 | 1836 | 1841 | 1846 | 1851 |
| ---- | ---- | ---- | ---- | ---- | ---- | ---- | ---- | ---- |
| 237  | 302  | 371  | 312  | 393  | 382  | 393  | 390  | 402  |

| 1856 | 1861 | 1866 | 1872 | 1876 | 1881 | 1886 | 1891 | 1896 |
| ---- | ---- | ---- | ---- | ---- | ---- | ---- | ---- | ---- |
| 385  | 346  | 305  | 286  | 276  | 290  | 281  | 260  | 225  |

| 1901 | 1906 | 1911 | 1921 | 1926 | 1931 | 1936 | 1946 | 1954 |
| ---- | ---- | ---- | ---- | ---- | ---- | ---- | ---- | ---- |
| 270  | 236  | 223  | 170  | 273  | 250  | 213  | 210  | 240  |

| 1962 | 1968 | 1975 | 1982 | 1990 | 1999 | 2006 | 2007 | 2012 |
| ---- | ---- | ---- | ---- | ---- | ---- | ---- | ---- | ---- |
| 218  | 209  | 235  | 233  | 252  | 275  | 375  | 389  | 410  |

| 2017 | 2022 | - | - | - | - | - | - | - |
| ---- | ---- | - | - | - | - | - | - | - |
| 499  | 516  | - | - | - | - | - | - | - |

## Culture locale et patrimoine

### Lieux et monuments
Menneville comporte plusieurs monuments à découvrir :
- l'église Saint-Laurent ;
- le monument aux morts ;
- les calvaires ;
- la pierre tombale de Bertrand de Caure, clerc du prieuré d'Evergnicourt, décédé en 1305 ;
- le chapiteau du XIIe siècle.

Un golf de neuf trous est situé sur la commune de Menneville.

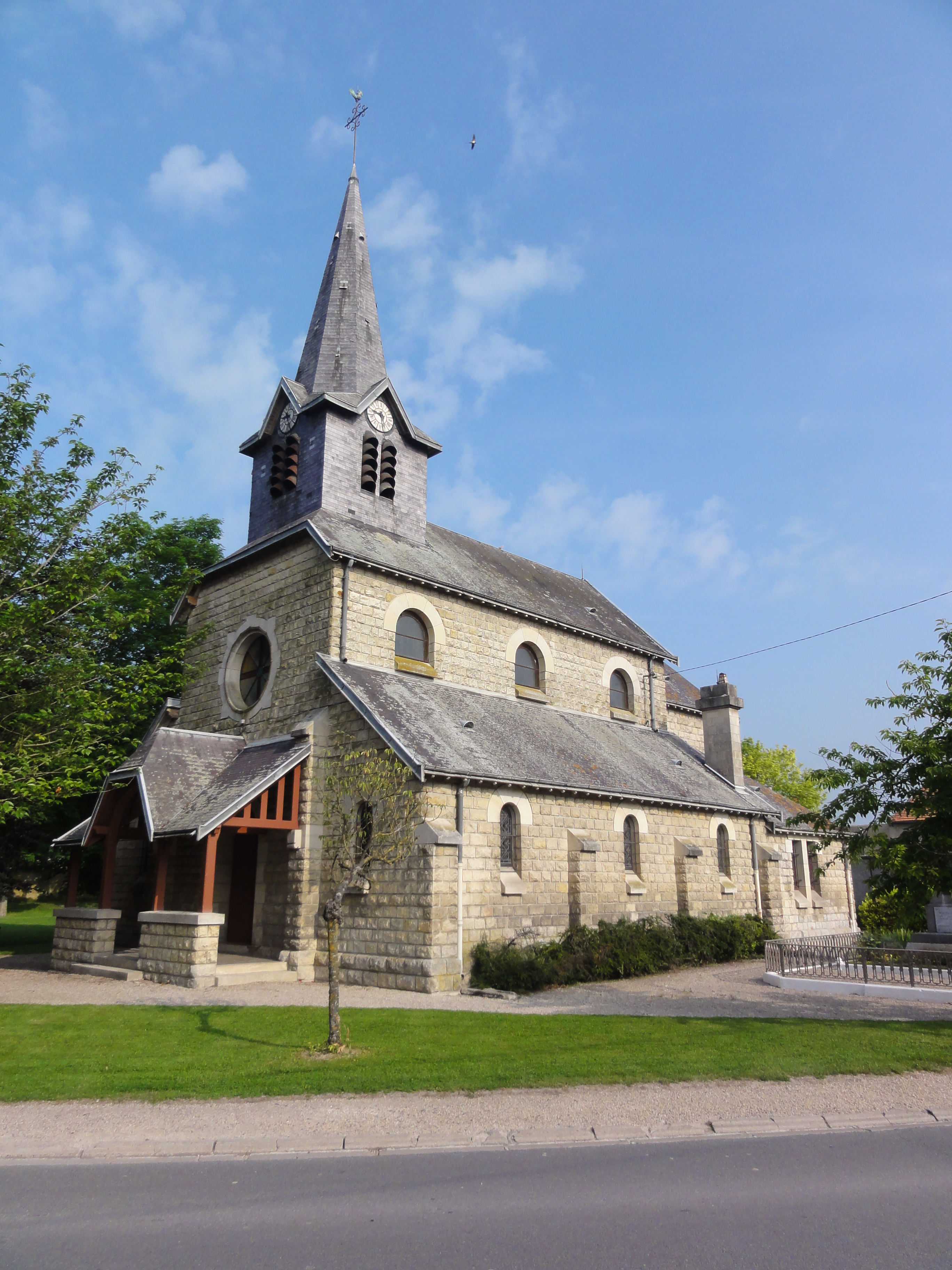
L'église Saint-Laurent.
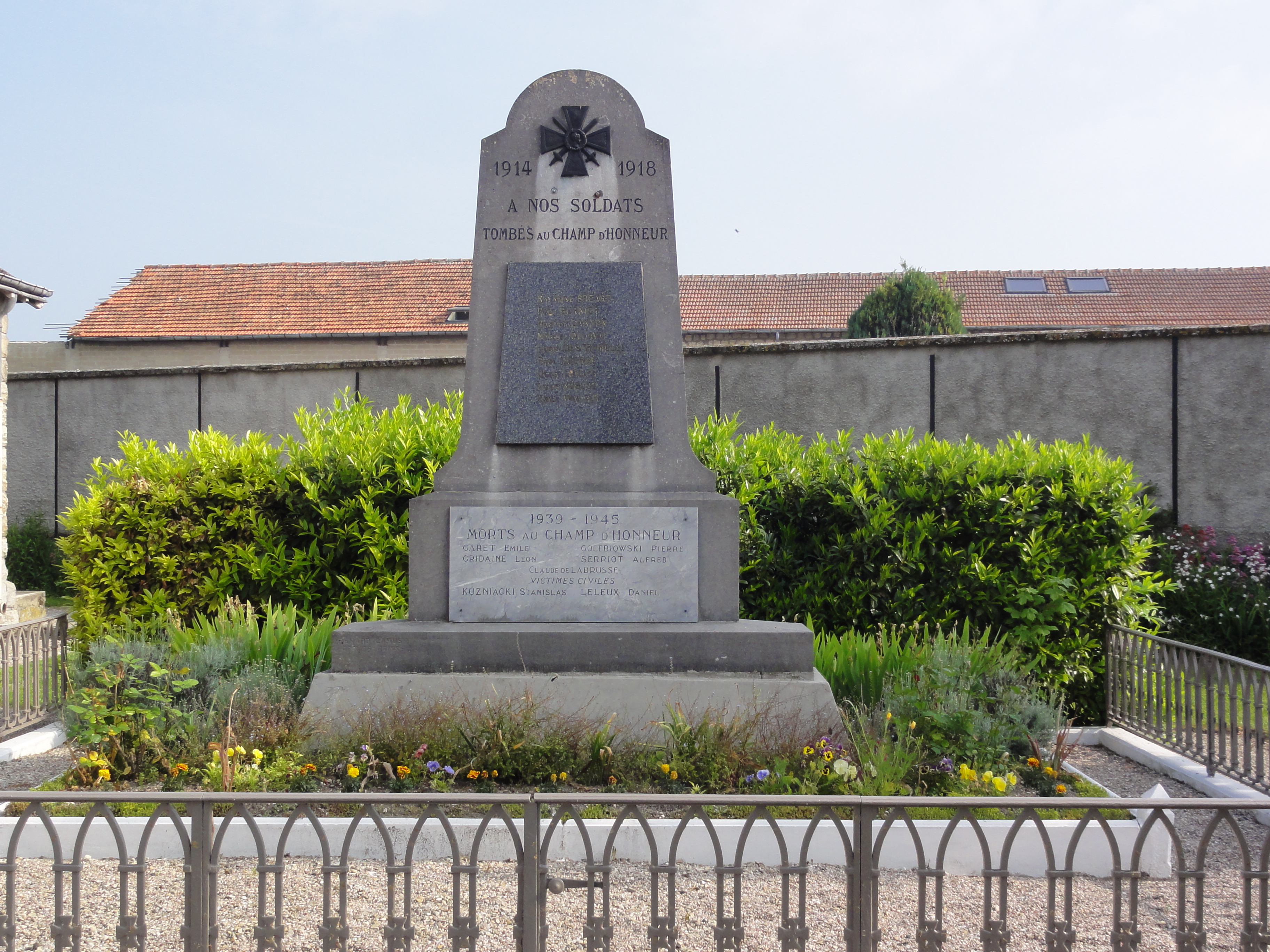
Le monument aux morts.
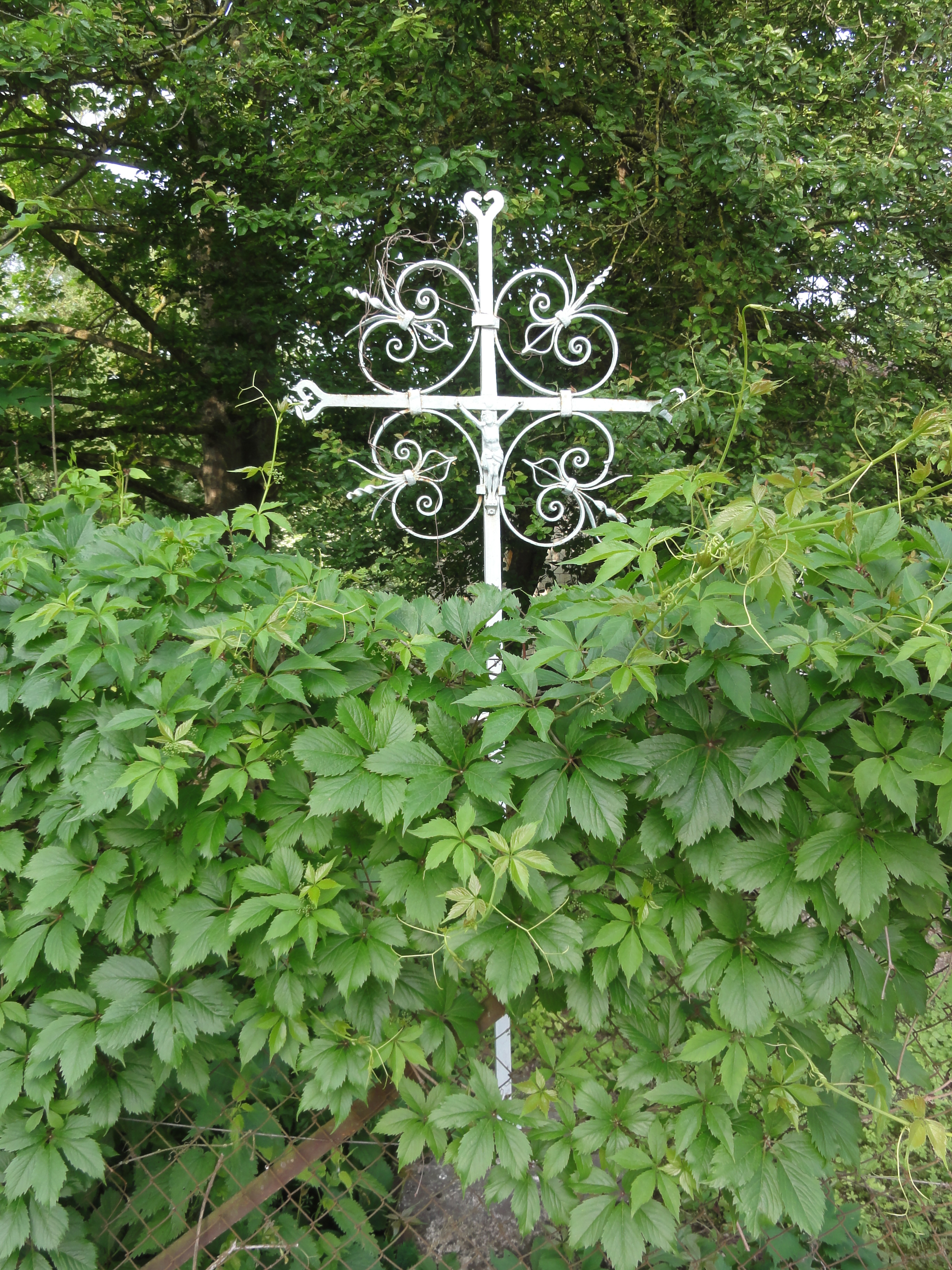
Croix Labrusse.

### Personnalités liées à la commune
- N.-J. Renard, médecin à La Fère, né à Menneville. Auteur d'un Essai sur les écrouelles, Rennes, 1769[réf. nécessaire].